# Cantieri di Penhoët
I Cantieri di Penhoët sono antichi cantieri navali situati a Saint-Nazaire, lungo l'estuario della Loira. Essi sono i predecessori dei Chantiers de l'Atlantique, divenuti poi STX France.

## Storia
I cantieri di Penhoët di Saint-Nazaire furono fondati nel 1861 da John Scott e dai fratelli Pereire. Furono i primi cantieri di Saint-Nazaire.
Nel 1955 essi si fusero con i cantieri di comproprietà Ateliers et Chantiers de la Loire per divenire i Chantiers de l'Atlantique.

## Navi costruite
Vi furono costruiti i piroscafi destinati alle linee transatlantiche della Compagnie Générale Transatlantique.
I più celebri transatlantici francesi, tra cui l'Impératrice Eugénie (1864), il France, il Paris, l'Île de France (1926) e il gigantesco Normandie (1932), sono stati costruiti nei cantieri di Penhoët.
Un cargo, il Mont Viso, fu varato il 20 novembre 1911  per la Société générale des transports maritimes (SGTM).
La portaerei Joffre fu ivi iniziata nel 1938, ma la sua costruzione non fu mai portata a termine a causa dello scoppio della seconda guerra mondiale.